# سارا مینیک
سارا مینیک (انگلیسی: Sarah Minnick) سرآشپز اهل ایالات متحده آمریکا است که در زمینهٔ پخت پیتزا، به‌ویژه پیتزا با سبزیجات خاص، تخصص دارد. رستوران او «لاولیز فیفتی فیفتی» نام دارد.
وی زادهٔ اسپوکن است اما وقتی ۵–۴ ساله بود با خانواده به پورتلند نقل مکان کردند. وی در رشتهٔ نقاشی در مدرسه طراحی رود آیلند تحصیل کرد  و در دوران دانشجویی، کاری در کافه دانشکده داشت و متوجه شد این کار را بیشتر از نقاشی کردن دوست دارد. او همچنین در زمینهٔ طراحی مد آموزش دیده‌است و مدتی برای شرکت آدیداس به عنوان طراح کار کرد. وی در سال ۲۰۰۳ خانه‌ای خرید و آن را تبدیل به یک رستوران کرد.
برنامهٔ شفز تیبل نتفلیکس در سال ۲۰۲۲ یکی از قسمت‌های خود را به وی اختصاص داد.